# Eva Titěrová
Eva Titěrová (* 24. Juli 1981, geborene Eva Brožová) ist eine tschechische Badmintonspielerin.

## Karriere
Eva Titěrová gewann von 2001 bis 2009 dreizehn nationale Titel in Tschechien. Bei der Badminton-Weltmeisterschaft 2001 wurde sie 33. im Dameneinzel.

## Sportliche Erfolge
| Saison | Veranstaltung                                   | Disziplin   | Platz | Name                         |
| ------ | ----------------------------------------------- | ----------- | ----- | ---------------------------- |
| 1997   | Tschechische Einzelmeisterschaften der Junioren | Dameneinzel | 1     | Eva Brožová                  |
| 1998   | Tschechische Einzelmeisterschaften der Junioren | Dameneinzel | 1     | Eva Brožová                  |
| 1998   | Tschechische Einzelmeisterschaften der Junioren | Damendoppel | 1     | Eva Brožová / Hana Milisová  |
| 2001   | Tschechische Einzelmeisterschaften              | Mixed       | 1     | Martin Herout / Eva Brožová  |
| 2001   | Weltmeisterschaft                               | Damendoppel | 33    | Eva Brožová / Hana Milisová  |
| 2001   | Tschechische Einzelmeisterschaften              | Damendoppel | 1     | Eva Brožová / Hana Milisová  |
| 2002   | Tschechische Einzelmeisterschaften              | Mixed       | 1     | Martin Herout / Eva Brožová  |
| 2003   | Tschechische Einzelmeisterschaften              | Damendoppel | 1     | Eva Brožová / Hana Milisová  |
| 2005   | Tschechische Einzelmeisterschaften              | Dameneinzel | 2     | Eva Brožová                  |
| 2005   | Tschechische Einzelmeisterschaften              | Damendoppel | 1     | Eva Brožová / Hana Milisová  |
| 2005   | Tschechische Einzelmeisterschaften              | Mixed       | 1     | Martin Herout / Eva Brožová  |
| 2006   | Tschechische Einzelmeisterschaften              | Mixed       | 1     | Martin Herout / Eva Brožová  |
| 2006   | Tschechische Einzelmeisterschaften              | Dameneinzel | 1     | Eva Brožová                  |
| 2006   | Tschechische Einzelmeisterschaften              | Damendoppel | 1     | Eva Brožová / Hana Milisová  |
| 2007   | Tschechische Einzelmeisterschaften              | Damendoppel | 1     | Eva Titěrová / Hana Milisová |
| 2007   | Tschechische Einzelmeisterschaften              | Dameneinzel | 1     | Eva Titěrová                 |
| 2007   | Tschechische Einzelmeisterschaften              | Mixed       | 1     | Martin Herout / Eva Titěrová |
| 2009   | Tschechische Einzelmeisterschaften              | Damendoppel | 1     | Eva Titěrová / Hana Milisová |